# Luxemburg op de Olympische Zomerspelen 1988
Luxemburg nam deel aan de Olympische Zomerspelen 1988 in Seoul, Zuid-Korea. 

## Deelnemers en resultaten

### Atletiek
| Olympiër      | Discipline            | Resultaat | Prestatie         |
| ------------- | --------------------- | --------- | ----------------- |
| Justin Gloden | marathon (m)          | 36e       | 2:22.14           |
| Marco Sowa    | 20km snelwandelen (m) | DSQ       | gediskwalificeerd |
|               |                       |           |                   |
| Danièle Kaber | marathon (v)          | 7e        | 2:29.23           |

### Boogschieten
| Olympiër  | Discipline      | Resultaat | Prestatie                              |
| --------- | --------------- | --------- | -------------------------------------- |
| Ilse Ries | individueel (v) | 48e       | plaatsingsronde: 48ste met 1187 punten |

### Schietsport
| Olympiër           | Discipline             | Resultaat | Prestatie                          |
| ------------------ | ---------------------- | --------- | ---------------------------------- |
| Jean-Claude Kremer | 10m luchtgeweer (m)    | 34e       | kwalificatie: 34ste met 581 punten |
| Roland Jacoby      | 50m geweer liggend (m) | 53e       | kwalificatie: 53ste met 583 punten |

### Zwemmen
| Olympiër          | Discipline          | Resultaat | Prestatie               |
| ----------------- | ------------------- | --------- | ----------------------- |
| Yves Clausse      | 50m vrije slag (m)  | 28e       | serie 6: 5de in 23,99   |
| Yves Clausse      | 100m vrije slag (m) | 35e       | serie 6: 4de in 52,27   |
| Yves Clausse      | 200m vrije slag (m) | 34e       | serie 4: 6de in 1.54,90 |
|                   |                     |           |                         |
| Nancy Kemp-Arendt | 100m schoolslag (v) | 29e       | serie 3: 6de in 1.14,99 |
| Nancy Kemp-Arendt | 200m schoolslag (v) | 31e       | serie 2: 2de in 2.40,78 |

Afghanistan · Algerije · Amerikaanse Maagdeneilanden · Amerikaans-Samoa · Andorra · Angola · Antigua en Barbuda · Argentinië · Aruba · Australië · Bahama’s · Bahrein · Bangladesh · Barbados · België · Belize · Benin · Bermuda · Bhutan · Birma · Bolivia · Bondsrepubliek Duitsland · Botswana · Brazilië · Britse Maagdeneilanden · Brunei · Bulgarije · Burkina Faso · Canada · Centraal-Afrikaanse Republiek · Chili · China · Chinees Taipei · Colombia · Congo-Brazzaville · Cookeilanden · Costa Rica · Cyprus · Denemarken · Djibouti · Dominicaanse Republiek · Duitse Democratische Republiek · Ecuador · Egypte · El Salvador · Equatoriaal-Guinea · Fiji · Filipijnen · Finland · Frankrijk · Gabon · Gambia · Ghana · Grenada · Griekenland · Groot-Brittannië · Guam · Guatemala · Guinee · Guyana · Haïti · Honduras · Hongarije · Hongkong · Ierland · IJsland · India · Indonesië · Irak · Iran · Israël · Italië · Ivoorkust · Jamaica · Japan · Joegoslavië · Jordanië · Kaaimaneilanden · Kameroen · Kenia · Koeweit · Laos · Lesotho · Libanon · Liberia · Libië · Liechtenstein · Luxemburg · Malawi · Malediven · Maleisië · Mali · Malta · Marokko · Mauritanië · Mauritius · Mexico · Monaco · Mongolië · Mozambique · Nederland · Nederlandse Antillen · Nepal · Nieuw-Zeeland · Niger · Nigeria · Noord-Jemen · Noorwegen · Oeganda · Oman · Oostenrijk · Pakistan · Panama · Papoea-Nieuw-Guinea · Paraguay · Peru · Polen · Portugal · Puerto Rico · Qatar · Roemenië · Rwanda · Saint Vincent en de Grenadines · Salomonseilanden · Samoa · San Marino · Saoedi-Arabië · Senegal · Sierra Leone · Singapore · Soedan · Somalië · Sovjet-Unie · Spanje · Sri Lanka · Suriname · Swaziland · Syrië · Tanzania · Thailand · Togo · Tonga · Trinidad en Tobago · Tsjaad · Tsjecho-Slowakije · Tunesië · Turkije · Uruguay · Vanuatu · Venezuela · Verenigde Arabische Emiraten · Verenigde Staten · Vietnam · Zaïre · Zambia · Zimbabwe · Zuid-Jemen · Zuid-Korea · Zweden · Zwitserland